# Данилевський Адріан Трохимович
Данилевський Адріан Трохимович (рік і час народження невідомий, орієнтовно 1770, Харківщина — † 1 квітня (20 березня) 1844, Петербург) — український композитор, піаніст і педагог. Брат скрипаля Григорія Данилевського.

## З життєпису
Із початку 19-го століття викладав гру на фортепіано в Петербурзі — проживав там з 1810 року; серед його учнів — Даргомижський — в 1821—1828 роках.
В 1830-х роках служив в чині титулярного радника та одночасно продовжував давати уроки фортепіано.
Є автором
- фортепіанних п'єс, з них «Полонез» — пам'яті М. Ю. Лермонтова,
- романсів — «Chanson favorite» на слова Жуковського,
- церковної музики — хор «Нині отпущаєши» — виконаний 1833.